# Liste der Monuments historiques in Champdray
Die Liste der Monuments historiques in Champdray führt die Monuments historiques in der französischen Gemeinde Champdray auf.

## Liste der Objekte
| Bezeichnung                                   | Beschreibung                                        | Standort                                    | Kennzeichnung | Schutzstatus | Datum | Bild |
| --------------------------------------------- | --------------------------------------------------- | ------------------------------------------- | ------------- | ------------ | ----- | ---- |
| Skulpturengruppe Geburt Mariens               | Holz, farbig gefasst, 18. Jahrhundert               | in der Kirche Nativité-de-Notre-Dame (Lage) | PM88000104    | Classé       | 1963  |      |
| Skulptur Heiliger Laurentius                  | Holz, farbig gefasst und vergoldet, 18. Jahrhundert | in der Kirche Nativité-de-Notre-Dame (Lage) | PM88001987    | Classé       | 2005  |      |
| Statuenreliquiar Heiliger Deodatus            | Holz, farbig gefasst und vergoldet, 18. Jahrhundert | in der Kirche Nativité-de-Notre-Dame (Lage) | PM88001992    | Inscrit      | 2005  |      |
| Gemälde Geburt Mariens                        | Ölfarbe auf Leinwand, 1774 von Nicolas Guy Brenet   | in der Kirche Nativité-de-Notre-Dame (Lage) | PM88001191    | Classé       | 2008  |      |
| Statuenreliquiar Heiliger Sebastian           | Holz, farbig gefasst und vergoldet, 18. Jahrhundert | in der Kirche Nativité-de-Notre-Dame (Lage) | PM88001988    | Inscrit      | 2005  |      |
| Skulptur Heiliger Rochus                      | Holz, farbig gefasst und vergoldet, 18. Jahrhundert | in der Kirche Nativité-de-Notre-Dame (Lage) | PM88001989    | Inscrit      | 2005  |      |
| Skulptur Heiliger Quirinus                    | Holz, farbig gefasst, 18. Jahrhundert               | in der Kirche Nativité-de-Notre-Dame (Lage) | PM88001993    | Inscrit      | 2005  |      |
| Skulptur Der heilige Joseph mit dem Jesuskind | Holz, farbig gefasst und vergoldet, 19. Jahrhundert | in der Kirche Nativité-de-Notre-Dame (Lage) | PM88001996    | Inscrit      | 2005  |      |
| Glocke                                        | Bronze, 1746 gegossen                               | in der Kirche Nativité-de-Notre-Dame (Lage) | PM88000103    | Classé       | 1923  |      |
| Skulptur Erzengel Michael                     | Holz, farbig gefasst, 18. Jahrhundert               | in der Kirche Nativité-de-Notre-Dame (Lage) | PM88001982    | Inscrit      | 2005  |      |
| Skulptur Heiliger Nikolaus                    | Holz, farbig gefasst und vergoldet, 18. Jahrhundert | in der Kirche Nativité-de-Notre-Dame (Lage) | PM88001994    | Inscrit      | 2005  |      |
| Skulptur Heilige Agatha                       | Holz, farbig gefasst und vergoldet, 18. Jahrhundert | in der Kirche Nativité-de-Notre-Dame (Lage) | PM88001995    | Inscrit      | 2005  |      |
| Skulptur Heiliger Markus                      | Holz, 18. Jahrhundert                               | in der Kirche Nativité-de-Notre-Dame (Lage) | PM88001981    | Inscrit      | 2005  |      |
| Skulptur Heiliger Joseph                      | Holz, farbig gefasst und vergoldet, 18. Jahrhundert | in der Kirche Nativité-de-Notre-Dame (Lage) | PM88001983    | Inscrit      | 2005  |      |
| Skulptur Heiliger Martin                      | Holz, farbig gefasst und vergoldet, 18. Jahrhundert | in der Kirche Nativité-de-Notre-Dame (Lage) | PM88001986    | Inscrit      | 2005  |      |
| Statuenreliquiar Heilige Agatha               | Holz, farbig gefasst und vergoldet, 18. Jahrhundert | in der Kirche Nativité-de-Notre-Dame (Lage) | PM88001991    | Inscrit      | 2005  |      |
| Gemälde Rosenkranz                            | Ölfarbe auf Leinwand, 1714                          | in der Kirche Nativité-de-Notre-Dame (Lage) | PM88001997    | Inscrit      | 2005  |      |
| Kollektenschale der Sakramentsbruderschaft    | Holz, farbig gefasst, Anfang des 19. Jahrhunderts   | in der Kirche Nativité-de-Notre-Dame (Lage) | PM88001978    | Inscrit      | 2005  |      |
| Kollektenschale der Allerseelenbruderschaft   | Holz, farbig gefasst, Anfang des 19. Jahrhunderts   | in der Kirche Nativité-de-Notre-Dame (Lage) | PM88001979    | Inscrit      | 2005  |      |
| Skulptur Johannes der Täufer                  | Holz, farbig gefasst und vergoldet, 18. Jahrhundert | in der Kirche Nativité-de-Notre-Dame (Lage) | PM88001980    | Inscrit      | 2005  |      |
| Skulpturengruppe Unterweisung Mariens         | Holz, farbig gefasst und vergoldet, 18. Jahrhundert | in der Kirche Nativité-de-Notre-Dame (Lage) | PM88001984    | Inscrit      | 2005  |      |
| Skulptur Heiliger Guarinus                    | Holz, farbig gefasst und vergoldet, 18. Jahrhundert | in der Kirche Nativité-de-Notre-Dame (Lage) | PM88001985    | Inscrit      | 2005  |      |
| Skulptur Heiliger Guarinus                    | Holz, farbig gefasst und vergoldet, um 1800         | in der Kirche Nativité-de-Notre-Dame (Lage) | PM88001990    | Inscrit      | 2005  |      |